# Federico Vegas
Federico Vegas Pérez (Caracas, 18 de marzo de 1950) es un arquitecto y escritor venezolano. Cuentista, ensayista y narrador. Comenzó su carrera literaria dentro del relato breve y el ensayo antes de pasar a la novela, donde ha destacado con sus últimas obras. En 1997 resultó ganador del 52.º Concurso Anual de Cuentos del diario El Nacional por el relato De rodillas. Articulista de New York Times (en español). 

## Biografía
Es el mayor de los seis hijos de Trina Cecilia Pérez Machado (1929-1981) y Martín Antonio Vegas Pacheco (1925-2012), quien fue sobrino bisnieto de Martín José Sanabria, tataranieto de Tomás José Sanabria y Meleán y descendiente de Francisco Rodríguez del Toro e Isturiz. Sus hermanos son: Cecilia Francisca (1952), María Alecia (1955), Rosa Elena (1957), Carlos Vicente (1959-1973) y Martín Alfredo (1963). Cursó estudios de arquitectura en la Universidad Central de Venezuela, donde se graduó en el año 1976. Ha sido profesor de Diseño Arquitectónico en la UCV, profesor en la Facultad de Arquitectura y Artes Plásticas de la Universidad José María Vargas, profesor de Diseño en Princeton University (1983) y Visiting Scholar en Harvard University (1995). Ha publicado libros sobre Arquitectura: El Continente de Papel (1984), Pueblos (1979-1984-1986), Venezuelan Vernacular (1985), La Vega, una casa colonial (1988). Realizó una colaboración en la columna de arquitectura del periódico El Nacional desde 1994 hasta 1999. Ha publicado seis libros de cuentos y siete novelas, cuatro de ellas de corte histórico, incluyendo Sumario (2010), Los Incurables (2012), Falke (2015) y Los años sin juicio (2020). Fue ganador del 52.º Concurso Anual del diario El Nacional en 1997 por el relato De rodillas. Creó, junto con el arquitecto William Niño Araque, el programa de radio “La Ciudad Deseada”. Ha escrito para The New York Times en español (2021).   
En 1973, su familia fue víctima de un drama de gran impacto mediático; el secuestro y asesinato de su hermano, Carlos Vegas. El Caso Vegas Pérez, inspiró el libro de Fermín Mármol León, Cuatro crímenes, cuatro poderes, y una de las películas de Román Chalbaud, Cangrejo, donde el personaje de Vegas fue interpretado por el actor Henry Zakka. La prensa y los medios crearon la teoría de una aparente deuda de drogas y el morbo colectivo creó fantasías de posibles involucrados, historias que solo quedaron como leyenda urbana. 
El caso finalmente no se resuelve por fallos procesales de la fiscalía.
Se casó con Marta Julia Cappellin Fernández (1954), con quien tiene tres hijos: Francisca Alejandra, nacida el 9 de febrero de 1977; Andrés Federico, nacido el 17 de julio de 1979 y Federica, nacida el 10 de mayo de 1985.

## Obra
Cuentos
- El borrador (1996)
- Amores y Castigos (1998)
- Los traumatólogos de Kosovo (2002)
- La Carpa y otros cuentos (2009)
- Los Peores de la clase (2011)
- La nostalgia esférica (2014)
- El terrón

Novelas
- Prima lejana (1999)
- Falke (2005)
- Historia de una segunda vez (2006)
- Miedo, pudor y deleite (2008)
- Sumario (2010)
- Los incurables (2012)
- El buen esposo (2013)
- Los años sin juicio (2020)

No-ficción
- El Continente de Papel (1984)
- Pueblo. Venezuela 1979-1984 (1986)
- Venezuela Vernacular (1985)
- La Vega, una casa colonial (1988)
- La ciudad sin lengua (2001)
- La ciudad y el deseo (2007)
- Ciudad vagabunda (2014)